# Fiat C.R.40

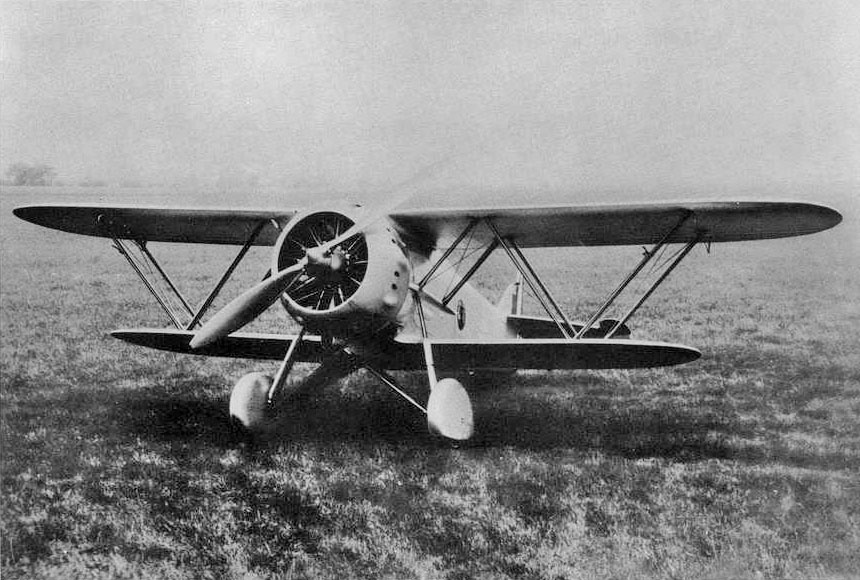
Fiat C.R.40, vista frontale.

Il Fiat C.R.40 era un caccia biplano realizzato dall'azienda italiana Fiat Aviazione nel 1934 e rimasto allo stadio di prototipo.
Sviluppato parallelamente al Fiat C.R.32 venne costruito in soli due esemplari e benché non avviato alla produzione in serie rappresentò un utile banco di prova per lo sviluppo del successivo caccia Fiat C.R.42.

## Storia del progetto
Nei primi anni trenta il Ministero dell'aeronautica espresse la necessità di valutare nuovi velivoli da caccia per sostituire quelli in dotazione alla Regia Aeronautica risalenti all'immediato periodo dopo il termine della prima guerra mondiale ed oramai alla fine della loro vita operativa. Inoltre, a seguito della sempre maggiore disponibilità di motori radiali sul mercato internazionale, si richiese espressamente questa tipologia di motorizzazione.
Per rispondere a questa esigenza la Fiat Aviazione incaricò l'ingegner Celestino Rosatelli di sviluppare un possibile sostituto del C.R.20 il quale avviò lo sviluppo parallelo del C.R.30, che poi verrà abbandonato in favore del C.R.32, e del C.R.40.
Pur mantenendo la classica configurazione sesquiplana dei suoi caccia biplani, con ala superiore ed inferiore collegate tra loro dai classici montanti interalari a W (montanti tipo Warren), i due progetti si differenziavano per la posizione dell'ala superiore, tradizionalmente a parasole per il C.R.32 e più bassa, a filo della fusoliera, con configurazione ad ala di gabbiano nel C.R.40.
Questa soluzione, assieme al muso accorciato, consentiva una migliore visibilità, e rendeva il velivolo più simile all'IMAM Ro.41, che al C.R.32.
Inoltre il C.R.40 era leggermente più corto in quanto montava sul muso un motore Bristol Mercury IV A, un radiale 9 cilindri distribuiti su una singola stella e raffreddato ad aria, capace di erogare una potenza pari a 525 hp (391 kW), anziché un motore a V raffreddato a liquido come i C.R.30 ed i C.R.32.
Venne portato in volo per la prima volta nel marzo 1934 dal campo di volo aziendale dimostrando però, ad una valutazione comparativa, una minore maneggevolezza e prestazioni leggermente inferiori al C.R.32. Lo sviluppo del velivolo venne comunque continuato e l'esperienza acquisita con i motori radiali sfruttata per lo sviluppo del C.R.42.

## Impiego operativo
Lo sviluppo proseguì per alcuni mesi ma i problemi di stabilità non vennero mai risolti. Nel 1935, durante un volo di trasferimento, il C.R.40 rimase distrutto, quindi per proseguire le esperienze sull'abbinamento con il motore radiale venne realizzato un nuovo esemplare designato C.R.40bis.

## Varianti
C.R.40
versione equipaggiata con motore radiale Bristol Mercury IV A da 525 hp (391 kW)
C.R.40bis
versione equipaggiata con motore radiale Fiat A.59 R da 700 CV.